# Caprorhinus monclari
Caprorhinus monclari är en insektsart som beskrevs av Wintrebert 1972. Caprorhinus monclari ingår i släktet Caprorhinus och familjen Pyrgomorphidae. Inga underarter finns listade i Catalogue of Life.